# تیراژه‌خزنده‌ها
تیراژه‌خزنده‌ها (نام علمی: Arcusaurus) نام یک سرده از زیرراسته خزنده‌پاریختان است.